# Talitropsis poduroides
Talitropsis poduroides är en insektsart som först beskrevs av Walker, F. 1871.  Talitropsis poduroides ingår i släktet Talitropsis och familjen grottvårtbitare. Inga underarter finns listade i Catalogue of Life.